# Le rondini bianche/Tu pensi a me
Le rondini bianche/Tu pensi a me è un singolo del cantautore, attore e pittore Armando Stula, pubblicato nel 1969.

## Il singolo
Le rondini bianche fu lanciata con successo nel 1968 dalla trasmissione radiofonica, condotta da Renzo Arbore, Per voi giovani  nella versione del complesso "Aldo e i Falisci" CDB 1129.
Ispirata alle vicende di Robert Kennedy e Martin Luther King, la canzone fu lodata in una lettera inviata ad Armando Stula dall'allora Presidente della Repubblica Saragat, che ringraziò l'autore "per la sua intensa interpretazione".  Anche il Santo padre Paolo VI, secondo la stampa dell'epoca, ne rimase commosso.